# 木村新汰
木村 新汰（きむら あらた、2010年度生まれ ）は、日本の子役男優、声優。劇団ひまわり所属。

## 人物
特技はブロック、絵、工作。

## 出演作品

### テレビ番組
- みいつけた! コッシーをさがせ
- OUR STORIES カテイサイエン　2022年
- おもかげ 峰子の手下　2023年
- べらぼう〜蔦重栄華乃夢噺〜 　2025年
- いつか、ヒーロー 男の子　2025年

### ラジオドラマ
- 青春アドベンチャー「浮遊霊ブラジル」（男の子、仲井の孫）2021年
- 青春アドベンチャー「ねぷたの来ない夏に」（いつき）2021年
- 青春アドベンチャー「夜に星を放つ」（中条）2023年
- 青春アドベンチャー「襲大鳳 羽州ぼろ鳶組」2024年

### 吹き替え

#### 映画（吹き替え）
- ミナリ（デビッド〈アラン・キム〉）2021年
- ピーター・パン&ウェンディ（マイケル）2023年

#### アニメ
- グレッグのダメ日記（マニー・へフリー）2021年
- ミラベルと魔法だらけの家（アントニオ・マドリガル）2021年
- LEGO ディズニープリンセス：お城の冒険（フラワー）2023年
- ワンス・アポン・ア・スタジオ -100年の思い出-（アントニオ・マドリガル）2023年
- グレッグのダメ日記　どうかしてるよ！（マニー・へフリー）2023年
- オリオンと暗闇（ティコ）2024年

- うみうみだいすき！（プリ）2022年
- NINJA KAMUI （レン） 2024年

### Web
- タカラトミー YouTube用動画
- おとなになっても Hulu クラスメートレギュラー　2025年

### 舞台
- 沙也可（忠沢）
- Dr.コルチャックと子どもたち（孤児院の子ども）
- 幽幻道士 キョンシーズ THE STAGE（ベビーキョンシー）　2021年